# Pilar (Bohol)
Pilar ist eine philippinische Stadtgemeinde in der Provinz Bohol. Sie hat 27.256 Einwohner (Zensus 1. August 2015).

## Baranggays
Pilar ist politisch in 21 Baranggays unterteilt.
| - Aurora - Bagacay - Bagumbayan - Bayong - Buenasuerte - Cagawasan - Cansungay | - Catagda-an - Del Pilar - Estaca - Ilaud - Inaghuban - La Suerte - Lumbay | - Lundag - Pamacsalan - Poblacion - Rizal - San Carlos - San Isidro - San Vicente |